# Gârda-Bărbulești
Gârda-Bărbulești falu Romániában, Erdélyben, Fehér megyében.

## Fekvése
Vartop közelében fekvő település.

## Története
Gârda-Bărbuleşti korábban Vartop része volt, 1956 körül vált külön, ekkor 198 lakosa volt.
1966-ban 162, 1977-ben 141, 1992-ben 107, 2002-ben pedig 106 román lakosa volt.